# 한스 크랑클
요한 한스 크랑클(Johann "Hans" Krankl, 1953년 2월 14일 ~ )은 오스트리아의 전 축구 선수이자, 현 축구 감독이다. 선수 시절 포지션은 스트라이커였으며, 1978년 오스트리아가 20년 만에 FIFA 월드컵에 진출하는데 큰 공헌을 하였다.
크랑클은 오스트리아 올해의 선수를 다섯 번이나 수상했으며, 지난 25년 동안 가장 인기 있는 오스트리아 축구 선수에 선정되기도 했다.

## 수상

#### 라피드 빈
- 분데스리가 : 1981–82, 1982–83
- 오스트리아 컵 : 1975–76, 1982–83, 1983–84, 1984–85

#### 바르셀로나
- 국왕컵 : 1980-81
- 유로피언 컵위너스컵 : 1978-79

### 개인
- 발롱도르 2위 : 1978
- 옹즈도르 2위 : 1978
- 라리가 득점왕 : 1978-79
- 오스트리아 올해의 선수 : 1973, 1974, 1977, 1982, 1988
- 오스트리아 분데스리가 득점왕 : 1973–74, 1976–77, 1977–78, 1982–83
- 유로피언 골든슈 : 1978
- 오스트리아 올해의 감독 : 1999